# Cerapteryx ochrea
Cerapteryx ochrea är en fjärilsart som beskrevs av Tutt 1891. Cerapteryx ochrea ingår i släktet Cerapteryx och familjen nattflyn. Inga underarter finns listade i Catalogue of Life.